# 樫原茂
樫原 茂（かしはら しげる）は、日本の情報工学者・社会システム工学者。大阪工業大学情報科学部実世界情報学科教授。工学博士（奈良先端科学技術大学院大学）。電子情報通信学会センサネットワークとモバイルインテリジェンス研究専門委員会専門委員。
専門は、情報ネットワーク（DTN・HEC含む）・インターネット工学（特にモバイルコンピューティング）、社会システム工学など。主な所属学会は、情報処理学会、電子情報通信学会、画像電子学会、日本災害情報学会、地域安全学会、ACM、IEEEなど

。

## 経歴
2003年奈良先端科学技術大学院大学 情報科学研究科情報処理学博士課程修了。工学博士。2004年九州工業大学情報工学部産学官連携研究員。2005年奈良先端科学技術大学院大学情報科学研究科助手、2007年同大学助教（2010年から2011年までカリフォルニア大学ロサンゼルス校UCLA客員研究員）を経て、2020年大阪工業大学情報科学部ネットワークデザイン学科准教授。2025年同学部実世界情報学科教授。
指導する同大学研究室のメンバーが、2021年度社会人基礎力グランプリ近畿地区予選大会で優秀賞受賞。

## 主な受賞
- International Conference on Edge Computing (EDGE2018) Best Paper Awards
- 電子情報通信学会モバイルネットワークとアプリケーション研究会2015優秀発表賞
- 電子情報通信学会通信ソサイエティ論文賞および活動功労賞

## 主な著書
- Networks - Emerging Topics in Computer Science (Chapter 2: A handover management for TCP communication over multi-rate WLANs)（共著、iConcept Press 2013、学術書）
- Smartphones from an Applied Research Perspective (Chapter 3: SOS Message Distribution for Searching Disaster Victims)（分担執筆、InTech 2017、学術書）

## 主な研究
- 消防防災活動におけるドローンの活用と地理情報システム(GIS)[5][6][7]
- 捜索活動における無人航空機の利活用へ向けた取り組み
- ICT・IoT・AIを用いたソフトシェルクラブの養殖支援
- ホームエッジコンピューティング(HEC)のための階層的負荷分散およびクラスタリング手法の研究[8] - Beyond 5Gシステム関連: アフリカのシェイク・アンタ・ジョップ大学との国際共同研究
- DTNを対象としたONEシミュレータとScenargieの機能比較と考察

情報科学の対外啓蒙活動として、以下プログラムで講師を行なっている。
- 小学生向けミニドローン体験プログラム2021[9]
- はじめてのプログラミング-SCRATCHで楽しくプログラミング体験2015/2017（バンドー神戸青少年科学館）
- ひらめき・ときめきサイエンス2017/2018 「地震に強い建物を模型とシミュレーションで体験しよう！」（兵庫県立大学）